# ماسیمو بونانی
ماسیمو بونانی (انگلیسی: Massimo Bonanni؛ زادهٔ ۱۰ ژوئن ۱۹۸۲) بازیکن فوتبال اهل ایتالیا است.
از باشگاه‌هایی که در آن بازی کرده‌است می‌توان به باشگاه ورزشی لاتزیو، باشگاه فوتبال آسکولی، باشگاه فوتبال آ.اس. رم، باشگاه فوتبال باری، باشگاه فوتبال سمپدوریا، باشگاه فوتبال دلفینو پسکارا، باشگاه فوتبال لوگانو، باشگاه فوتبال جنوآ، باشگاه فوتبال ویچنزا، و باشگاه فوتبال پالرمو اشاره کرد.
وی همچنین در تیم ملی فوتبال زیر ۱۹ سال ایتالیا بازی کرده‌است.